# Армянский колодец
Армянский колодец — колодец в городе Каменец-Подольский, построенный армянскими жителями в 1581 (или в 1638) году. Расположен в центре старого города. Памятник архитектуры.

## История
Армяне в городе Каменец-Подольский, по разным данным, поселились в XI веке—XIII веке. В XVII веке в городе уже насчитывалось 1200 семей армян. Армяне в основном селились в юго-восточной части города. До сих пор в городе имеется квартал, известный среди местных под названием «Армянский». Составляя значительную часть населения города Каменец-Подольский, горожане армянской национальности были вовлечены в его культурную, экономическую и военную жизнь. В 1581 (или в 1638) году армянские жители города построили колодец, получивший в народе название «Армянский колодец». Спонсором строительства выступил богатый армянин Нарзес. Вода в колодце оказалась непригодной для питья из-за большого количества солей, вымываемых из скальных пород, поэтому использовалась для других нужд.
Во время Второй мировой войны, в период немецкой оккупации города, колодец был сильно повреждён. Армянский колодец, отреставрированный в 1960 году, охраняется государством как памятник старины.

## Архитектура
Армянский колодец представляет собой невысокую восьмиконечную башню, в которой имеется прорубленный в сплошной скале колодец шириной 5 и глубиной свыше 30 метров. Размер башни, стоящей над колодцем, — 12×12 метров. Высота здания — 14, а стен — 8 метров. Снаружи, по стенам башни, выступают пилястры, которые у цоколя упираются на основания. В восточной части сооружения имеется входная дверь, а в южной, северной и западных стенах башни, на высоте превышающей рост человека, имеются круглые окна диаметром около 1 метра.

## Галерея

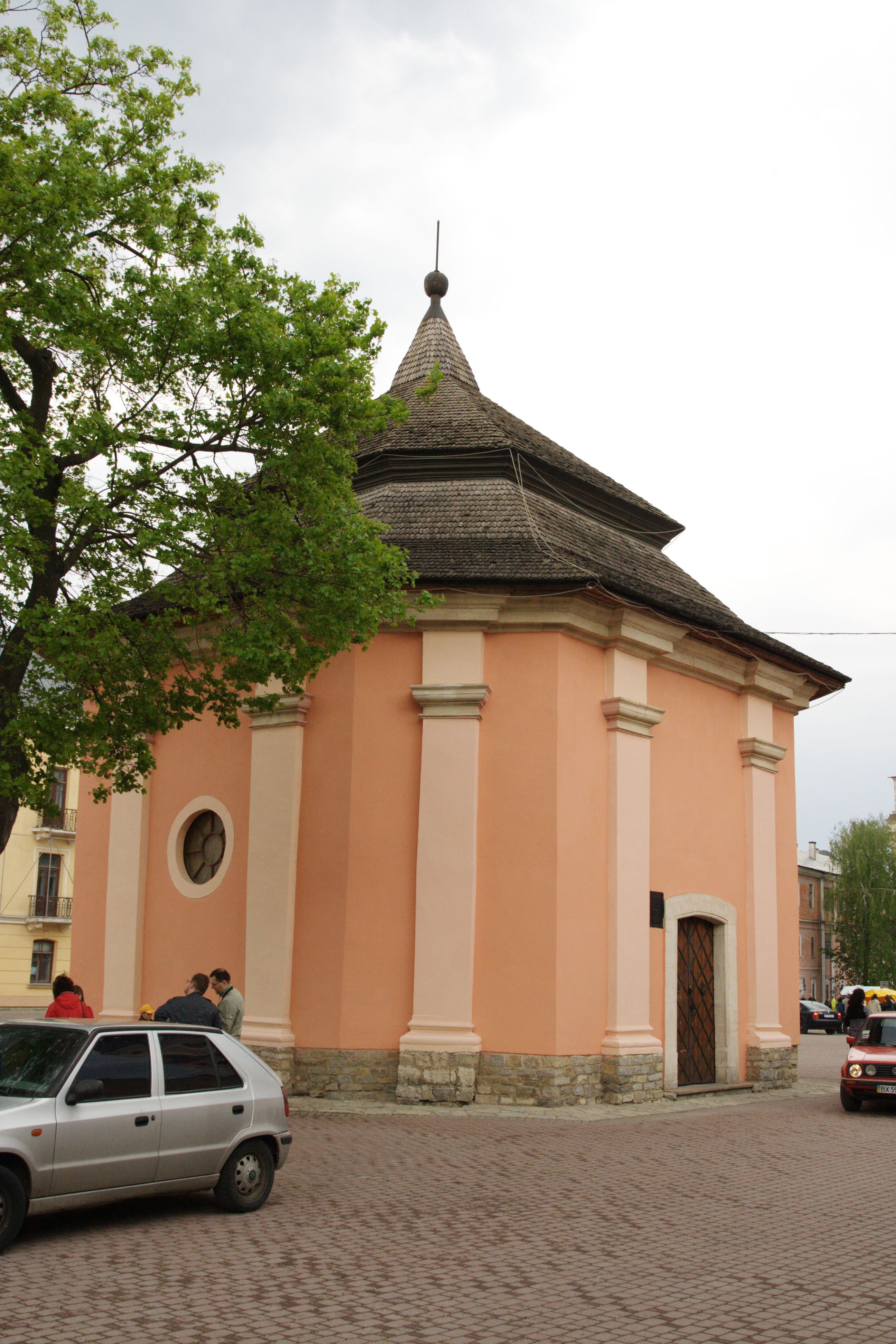
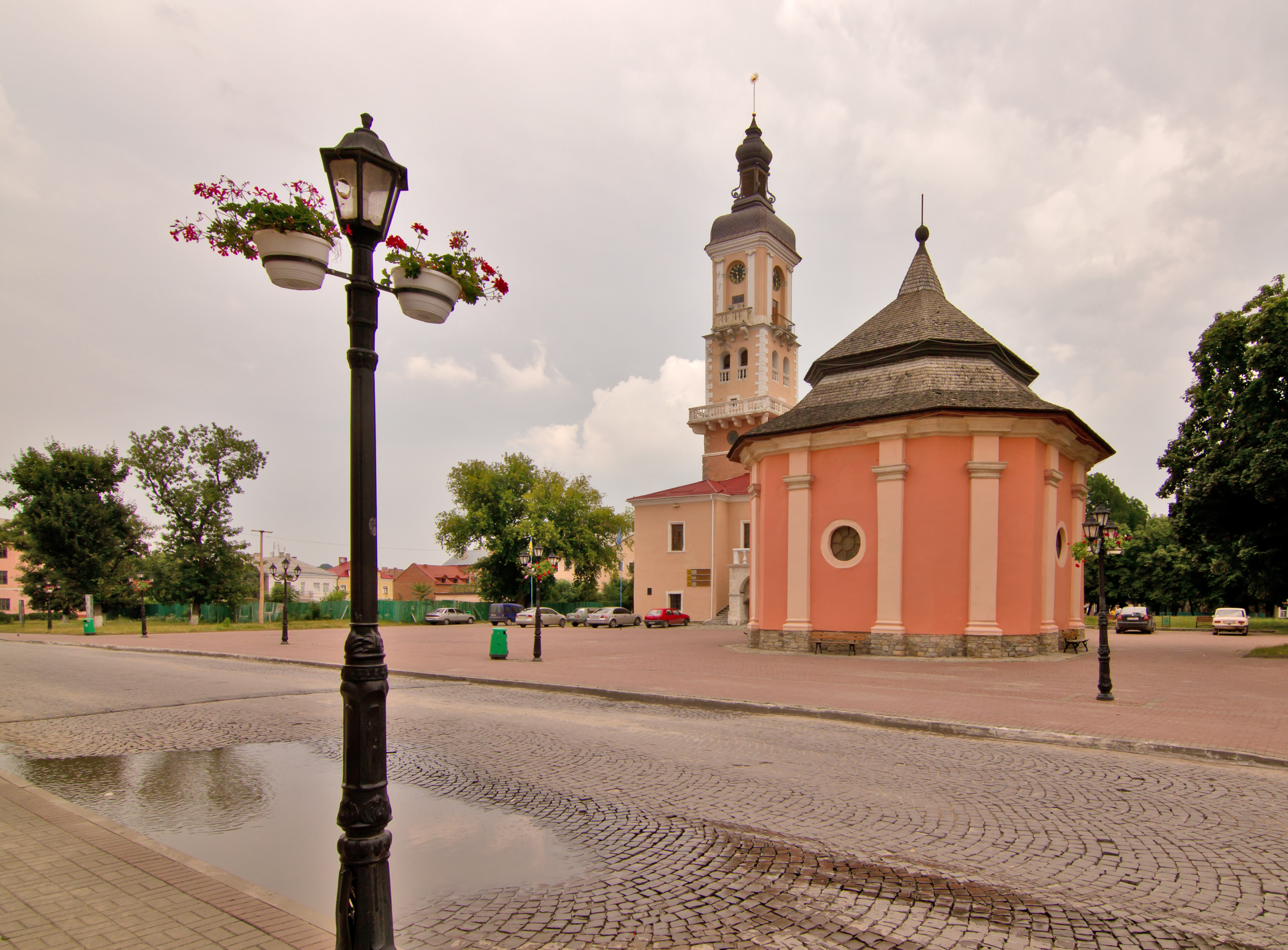
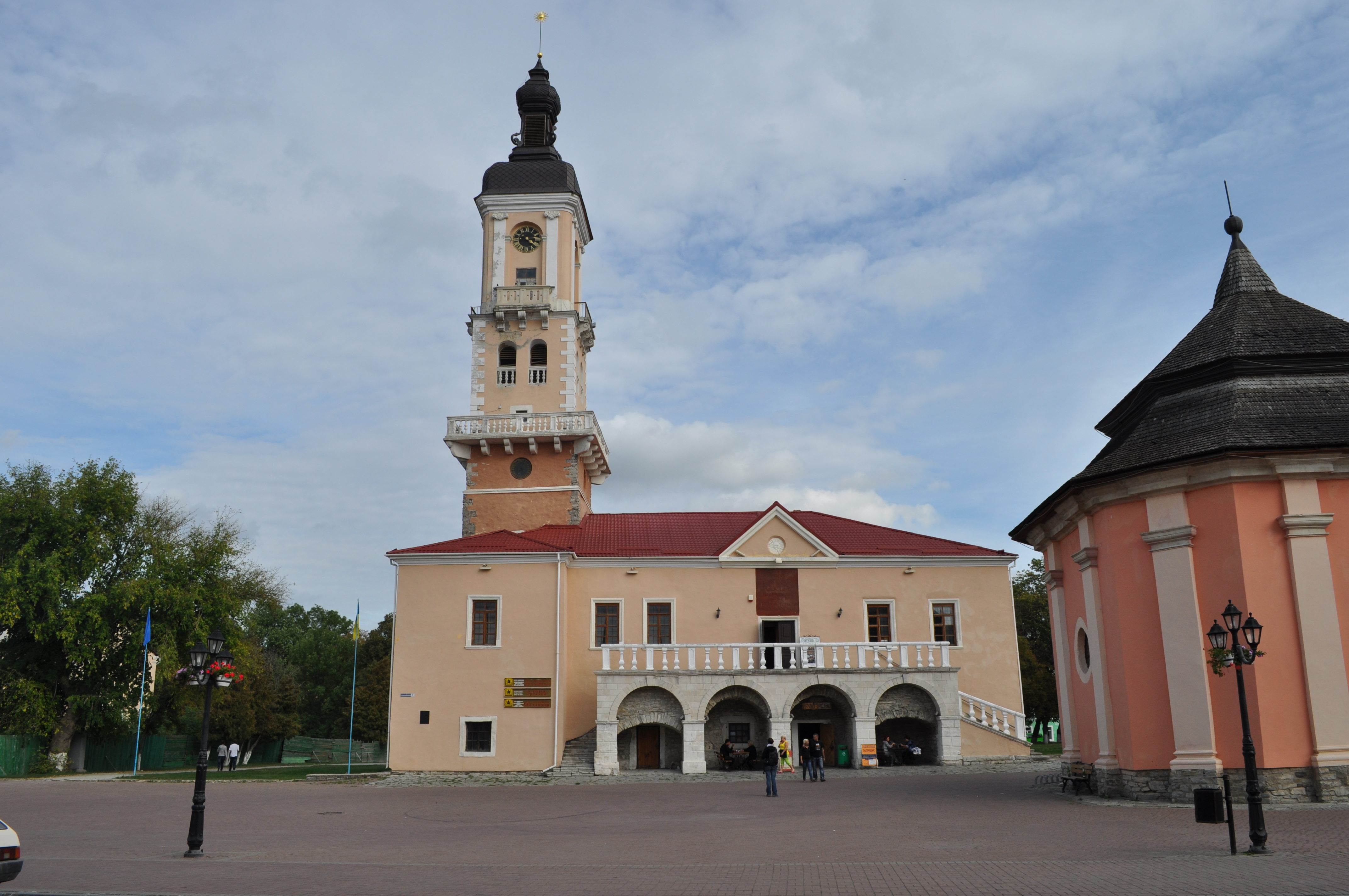